# Noche eterna (novela)
Noche eterna  es una novela de la escritora británica Agatha Christie, escrita en 1967.

## Argumento
Una historia es contada por Michael Rogers, joven que gusta de vivir el momento y sin planes para el futuro, no tiene y no ambiciona un empleo fijo. Prefiere ser libre para aprovechar la vida.
En un determinado momento se apasiona doblemente, por un lugar y por una mujer: el lugar es el “Campo del Gitano”; la mujer es Ellie Guteman, de nacionalidad estadounidense y heredera de una gran fortuna. Los dos se casan en secreto y construyen una hermosa casa en el “Campo del Gitano”. Pero el “Campo del Gitano” es un lugar maldito y una vieja gitana, Esther, le hace horribles previsiones para el futuro de Ellie si ella no abandona aquel lugar. Ellie, óptima amazona, muere en extraño accidente a caballo.

## Inspiración
La obra se basa en un poema de William Blake llamado "Auguries of Innocence":

Cada noche y cada mañana,

Algunos nacen de la miseria,

Cada mañana y cada noche,

Algunos nacen para el dulce deleite,

Algunos nacen para el dulce deleite.

Algunos nacen para una noche eterna.
- Datos: Q1247253